# Che sarà (José Feliciano)
Che sarà is een single van José Feliciano uit 1971.
Che sarà is een lied, waarvan de muziek is geschreven door Jimmy Fontana en de tekst door Franco Migliacci. Het lied was een inzending voor het Festival van San Remo. Het werd tijdens versie 1971 van dat festival gezongen door José Feliciano en Ricchi e Poveri. Feliciano nam het lied op in diverse talen (Spaans: Qué será, Engels: Shake a hand). Het lied handelt over het afscheid van het geboortedorp van de zanger. De tekstschrijver haalde zijn inspiratie uit Cortona, het dorp waar Migliacci tijden had gewoond. Fontana zag het anders; hij ”droeg” het op aan Bernalda, het geboortedorp van zijn vrouw. Het verhaal vertoont enige gelijkenis met het leven van Feliciano zelf, die van Puerto Rico verhuisde naar New York.
Voor de Nederlandstalige markt namen André Hazes en Koen Crucke het op. Specifiek Vlaams is de versie Se v’r aa van De Strangers, vertaling Lex Colman.

## Hitnotering

### Nederlandse Top 40
Double barrel van Dave en Ansil Collins hield het van de eerste plaats af.
| Positie: | 23 | 16 | 8 | 3 | 2 | 2 | 2 | 4 | 4 | 8 | 17 | 27 | uit |

### NederlandseDaverende 30
| Positie: | 16 | 10 | 5 | 2 | 2 | 1 | 2 | 3 | 6 | 7 | 13 | uit |

### BelgischeBRT Top 30
| Positie: | 30 | 25 | 23 | 19 | 18 | 10 | 9 | 7 | 6 | 6 | 9 | 12 | 15 | 20 | 22 | 29 | uit |

### VlaamseUltratop 30
| Positie: | 29 | 27 | 20 | 13 | 8 | 6 | 4 | 3 | 4 | 5 | 8 | 10 | 17 | 26 | 30 | uit |

### NPO Radio 2 Top 2000
Che sarà stond alleen in 2000 in de NPO Radio 2 Top 2000, op plek 1760.